# Sven Mislintat
Sven Mislintat (Dortmund, 5 november 1972) is een Duits voormalig voetbalbestuurder. In 2023 was hij vier maanden directeur voetbalzaken bij Ajax.

## Spelerscarrière
Mislintat was kort actief als voetballer bij Lüner SV en kwam daarbij tien keer uit in de Oberliga Westfalen, het vierde niveau van het Duitse voetbal.

## Verdere loopbaan

### Borussia Dortmund
Mislintat studeerde sportwetenschappen aan de Ruhr-universiteit van Bochum, waarna hij vanaf 2006 als hoofdscout en voetbaldirecteur bij Borussia Dortmund actief was. Mislintat zorgde er onder meer voor dat spelers als Pierre-Emerick Aubameyang, Ousmane Dembélé en Shinji Kagawa naar de club kwamen. In 2011 haalde hij zijn UEFA Pro-licentie.

### Arsenal
Op 1 december 2017 ging Mislintat aan de slag als head of recruitment bij Arsenal. In Londen zorgde hij ervoor dat Lucas Torreira, Mattéo Guendouzi en Bernd Leno werden aangetrokken. Net als eerder bij Borussia Dortmund, bracht hij ook Pierre-Emerick Aubameyang naar de club. Op 8 februari 2019 verliet hij Arsenal.

### VfB Stuttgart
Op 1 mei 2019 werd Mislintat sportief directeur van VfB Stuttgart. Op 30 november 2022 werd zijn contract, dat tot juni 2023 liep, voortijdig beëindigd.

### Ajax
Op 19 mei 2023 werd Mislintat aangesteld als directeur voetbalzaken van Ajax. Mislintat stelde Maurice Steijn aan als hoofdtrainer. Hij liet elf spelers vertrekken en kocht er twaalf in, waar hij circa 100 tot 115 miljoen euro aan uitgaf. De eerste transfer die Mislintat realiseerde was Branco van den Boomen, die transfervrij overkwam van Toulouse. Vanwege zijn vele miskopen en wanbeleid is de financiële situatie bij Ajax flink verslechterd. 
In september 2023 werd bekend dat Ajax een onderzoek was gestart naar Mislintat. Hij zou speler Borna Sosa gekocht hebben die bij een voetbalmakelaar aangesloten is, die aandelen in bezit heeft van een bedrijf van Mislintat. Volgens de club zou dit in strijd met de corporate governance verklaring zijn. Enkele dagen later startte zijn voormalig werkgever VfB Stuttgart ook een onderzoek naar de transfers van Mislintat in zijn Duitse periode. Later werd bekend gemaakt dat Ajax alle transfers van Mislintat ging laten onderzoeken op mogelijke belangenverstrengeling en bij een aantal specifieke transfers zouden de rol en belangen van Mislintat nader onderzocht worden. Voorafgaand aan De Klassieker op 24 september 2023 berichtte De Telegraaf dat Mislintat enkele dagen eerder stormend op De Toekomst aankwam, en hierbij enkele kantoren binnenkwam en de trainingskamer van Ajax, waarbij hij tegenover anderen sprak over ‘D-Day’ en ontslag voor Maurice Steijn als er niet gewonnen zou worden van Feyenoord. Enkele uren na de wedstrijd die gestaakt werd, werd Mislintat per direct ontslagen, gebrek aan een breed draagvlak binnen de club werd genoemd als de reden. Wel liet de directie weten dat het ontslag losstaat van het lopende onderzoek.